# North American FJ
Die North American FJ Fury war das erste einsatzfähige trägergestützte Strahlflugzeug der US Navy und des US Marine Corps, das als Jäger und Jagdbomber eingesetzt wurde. Im Jahr 1962 wurde die FJ in F-1 umbenannt.

## Geschichte
Der Krieg im Pazifik war noch in vollem Gange, als zwischen Herbst 1944 und Frühjahr 1945 die US Navy vier Prototypen eines trägergestützten Strahlflugzeugs in der Hoffnung bestellte, diese würden für die im Mai 1946 geplante Invasion Japans zur Verfügung stehen. Diese waren die Vought F6U Pirate, die McDonnell FD Phantom, die McDonnell F2D Banshee sowie die North American FJ Fury.
North Americans Entwurf, firmenintern als NA-134 bezeichnet, war ursprünglich als konventioneller Tiefdecker mit geraden Tragflächen und einem relativ dicken Rumpfquerschnitt konzipiert. Zwecks besserer Rundumsicht war die Pilotenkanzel in Tropfenform (ähnlich der P-51D Mustang) ausgelegt. Durch einen großen, in der Nase untergebrachten Lufteinlass wurde ein Strahltriebwerk General Electric J35 versorgt. Zwecks gut kontrollierbarem Langsamflug – für Trägerlandungen unerlässlich – waren an den Tragflächenober- und -unterseiten schmale ausfahrbare Luftbremsen angebracht.
Zwischenzeitlich hatte sich die US Air Force für eine landgestützte Version der Fury entschieden, die als XP-86 bezeichnet wurde und während des Korea-Krieges als F-86 Sabre Berühmtheit erlangte. Obwohl die XP-86 bereits mit Pfeilflügeln ausgestattet war, hielt North American bei der FJ-1 an geraden Tragflächen fest, da diese aufgrund ihrer besseren Langsamflugeigenschaften für Trägerdecklandungen unerlässlich schienen. Die Navy bestellte drei Prototypen mit der Bezeichnung XFJ-1. Im April 1945 fand die Begutachtung eines Mockups durch das Bureau of Aeronautics statt und am 11. September 1946 startete die erste XFJ-1 zu ihrem Jungfernflug. Der zweite und dritte Prototyp folgte im Oktober 1946 und Februar 1947.

## Versionen

### FJ-1

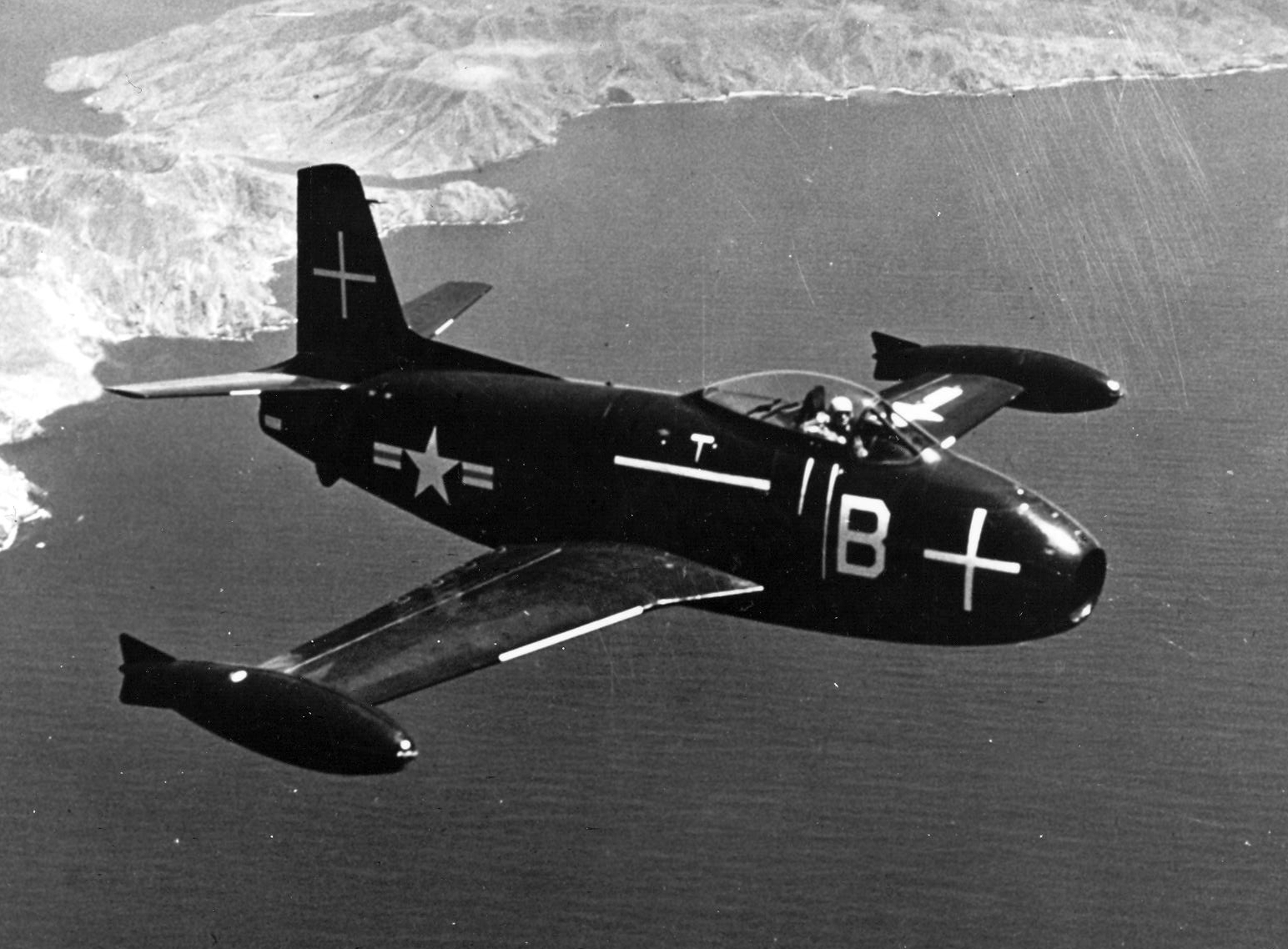
FJ-1 Fury 1947

Bereits im Mai 1945 hatte die Navy 100 Maschinen des Typs FJ-1 bestellt, reduzierte diese Bestellung später jedoch auf 30 Maschinen. Diese Version, firmenintern als NA-141 bezeichnet, wurde ab Oktober 1947 an die Truppe ausgeliefert. Im Gegensatz zum ursprünglich vorgeschlagenen Prototyp besaß die FJ-1 anstatt der vier in den Tragflächen untergebrachten ausfahrbaren Luftbremsen nunmehr lediglich zwei, die jedoch sehr viel größer waren und sich in den hinteren Rumpfseiten befanden. Ferner besaß sie eine an die Bugradstrebe ansteckbare „Absenkeinrichtung“ mit zwei kleinen Rädern, die ein platzsparendes Abstellen auf dem Trägerdeck erleichtern sollte. Diese wurde jedoch selten genutzt.
Sämtliche Maschinen gingen an die Jagdstaffel VF-5A auf der NAS North Island, die umgehend mit zunächst simulierten Trägerstarts und -landungen begann. Am 16. März 1948 fand dann die erste echte Trägerlandung an Bord der Boxer statt. Nachdem die zwei erfolgreich gelandeten Maschinen aus eigener Kraft wieder gestartet waren, folgten zwei Starts mit Hilfe eines Katapults. Als klar wurde, dass sich bei einem Start mittels Eigenschub aufgrund der geringen Beschleunigung die Startstrecke vervielfachen würde, beschloss man, das Katapultstartverfahren als Standard einzuführen.

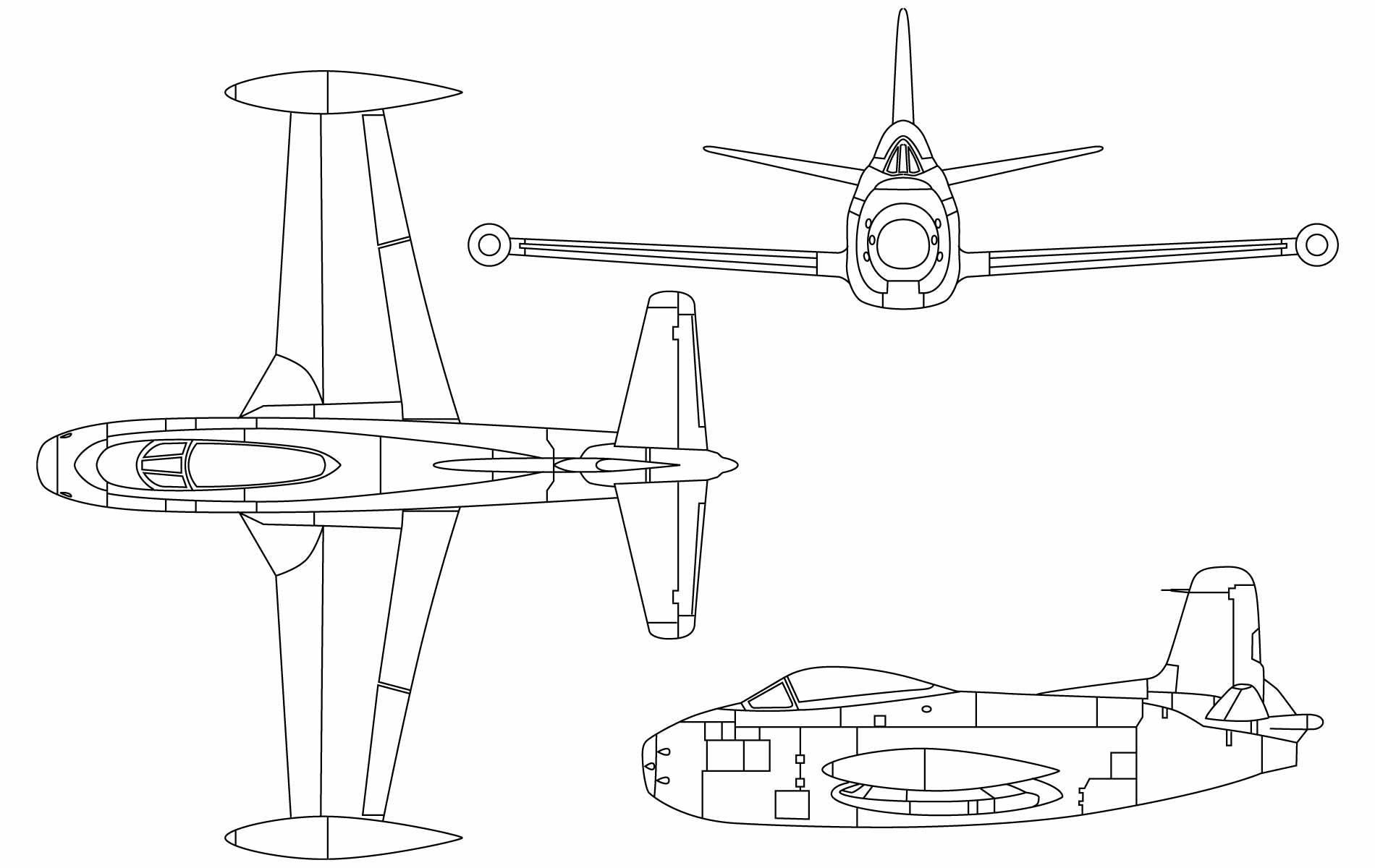
FJ-1

Die Piloten der VF-5A waren mit den Flugleistungen der FJ-1 sehr zufrieden, hatten sie doch 1948 die Bendix Trophy gewonnen, in der sie während eines Überlandfluges die F-80 Shooting Star der U.S. Air Force deutlich geschlagen hatten.
Neben diesem Erfolg kam jedoch auch Kritik auf. Bei maximaler Zuladung war die FJ-1 in der Luft nur schwer beherrschbar, und aufgrund von mangelndem Druckausgleich sowie hoher Temperaturen im Cockpit war der Pilot nicht zu beneiden. Ein weiteres Manko waren die an den Flügelenden angebrachten 630-Liter-Zusatztanks, die für die dünnen Tragflächenquerschnitte nicht geeignet waren. Weiterhin war das kurze Wartungsintervall des Triebwerks von nur 30 Stunden ein Nachteil. Durch die teils harten Landungen beim Training sowie Abstürze infolge Treibstoffmangels mussten bis zum Ende ihrer Dienstzeit mehr als die Hälfte der FJ-1 abgeschrieben werden.
Im August 1948 wurde die VF-5A in VF-51 umbenannt. Nachdem ab Juli 1949 hier die F9F-2 Panther eingeführt worden war, gingen die verbliebenen FJ-1 an die US-Navy-Reserve, wo sie bis Anfang 1953 als Strahltrainer zur Umschulung auf die F9F Panther sowie die F2H Banshee eingesetzt wurden.

### FJ-2

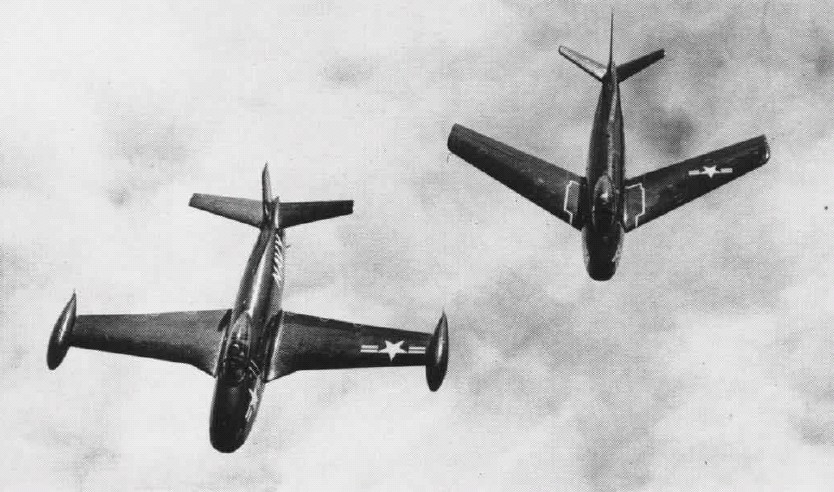
FJ-1 und FJ-2 1952

Aufgrund der Meinung, dass trägergestützte Strahlflugzeuge aufgrund niedriger Landeanfluggeschwindigkeiten gerade Flügel haben mussten, sträubte sich die US Navy lange Zeit gegen neue Entwürfe. Mittlerweile hatte sich jedoch herausgestellt, dass ebendiese Modelle (F9F Panther und F2H Banshee) bei ihrer Höchstgeschwindigkeit erheblich langsamer als ihre pfeilgeflügelten Konkurrenten (z. B. MiG-15) waren.
Seit dem Beginn des Jahres 1951 hatte daraufhin North American damit begonnen, eine trägergestützte Version der mittlerweile bewährten F-86 Sabre zu entwickeln. Nicht einmal zwei Wochen später bestellte die US Navy ungesehen 300 Maschinen dieses Typs. Später wurde die Bestellung jedoch auf 200 Maschinen reduziert.
Die FJ-2 basierte weitgehend auf der landgestützten F-86E. Sie besaß jedoch zusätzlich einen V-förmigen Fanghaken unter dem Rumpfheck sowie ein verlängertes Bugfahrwerk und Katapultarretierungen. Die ersten beiden Prototypen XF-J2 (NA-179) verfügten allerdings weder über Bewaffnung noch über klappbare Tragflächen.

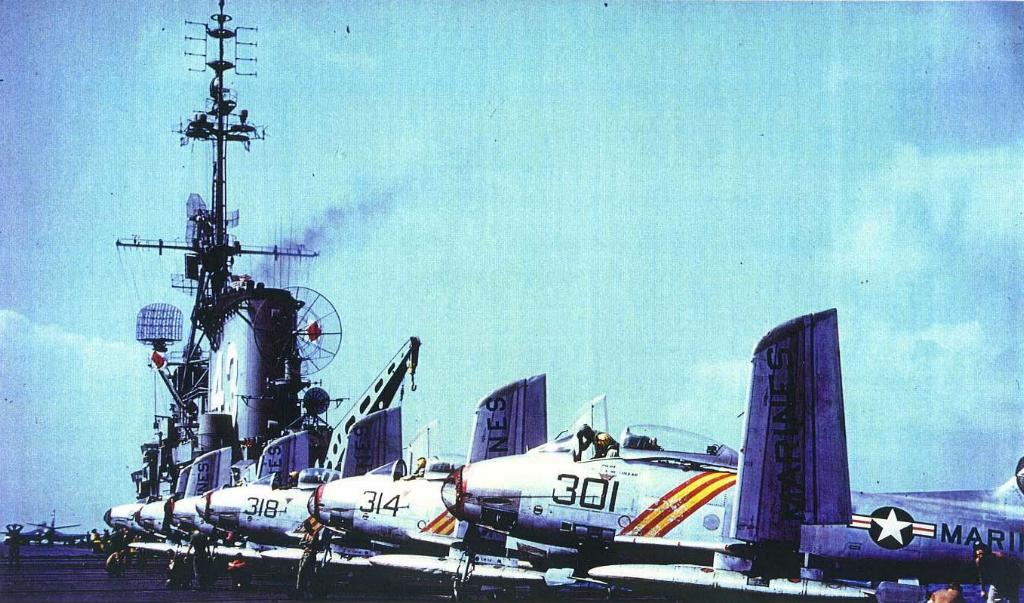
FJ-2 der VMF-122 1955 an Bord der USS Coral Sea

Der dritte Prototyp XFJ-2B (NA-181) war mit vier 20-mm-Maschinenkanonen des Typs Colt MK 12 ausgestattet. Alle drei Prototypen besaßen das Strahltriebwerk General Electric J47-GE-13. Der Jungfernflug fand am 27. Dezember 1951 statt und ab Dezember 1952 erfolgten die ersten Trägerlandungen an Bord der Coral Sea. Diese offenbarten jedoch Schwierigkeiten sowohl mit dem Fahrwerk, dem zu schwachen Fanghaken als auch mit dem Flugverhalten während der Start- und Landephase.
Obwohl äußerst unzufrieden mit den Eigenschaften der XFJ-2, hielt die Navy an ihren Bestellungen der FJ-2 fest, allerdings mit einem neuen Triebwerk, dem General Electric J47-GE-2, dessen Leistungen denen der F-86F entsprachen.
Durch die unzureichenden Leistungen für den Betrieb auf Flugzeugträgern gingen die FJ-2 ausschließlich an das Marine Corps. Als erste Staffel wurde die Jagdstaffel VMF-122 auf der Basis MCAS Cherry Point in North Carolina im Januar 1954 mit der FJ-2 ausgerüstet.

### FJ-3

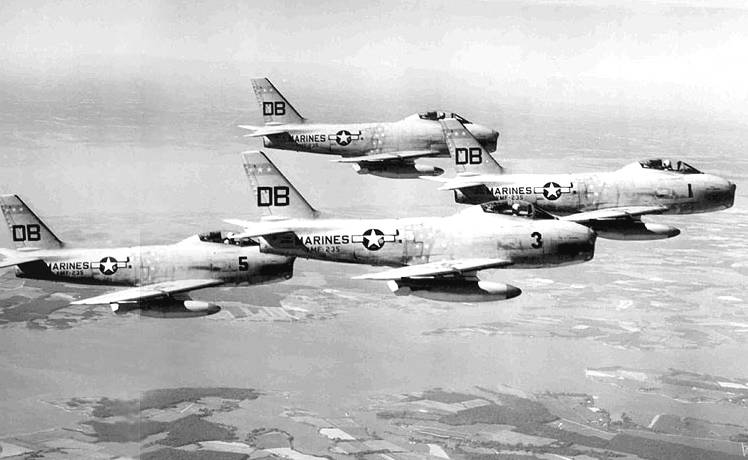
FJ-3 der VMF-235, 1957

Der Entwurf einer leistungsstärkeren Version (NA-194) begann im März 1952. Als Triebwerk wählte man das Wright J65-W-4, ein Lizenzbau des britischen Armstrong-Siddeley Sapphire-Triebwerks. Die Flugzeuge hatten einen etwas größeren Lufteinlauf als die FJ-2. Die Schubkraft gegenüber der FJ-2 (27 kN) betrug nunmehr 37 kN, die Navy bestellte insgesamt 538 Maschinen. Die zweite Bauserie von 214 Flugzeugen hatte das Wright-J65-W-4D-Triebwerk. Insgesamt flogen 17 Staffeln der Navy und vier Staffeln der Marines die FJ-3. Als erste Staffel wurde die Jagdstaffel VF-173 auf der NAS Jacksonville in Florida mit der FJ-3 ausgerüstet. Diese Staffel setzte die FJ-3 auch ab Mai 1955 zum ersten Mal von einem Flugzeugträger aus ein, der Bennington. Eine FJ-3 landete auch als erstes Flugzeug am 4. Januar 1956 auf dem damals neuen „Superträger“ Forrestal.
1962 wurden die verbliebenen FJ-3 im Zuge des einheitlichen Bezeichnungssystems in F-1C umbenannt. Durch die schnelle Entwicklung der Technik wurden die FJ-3 modifiziert. Viele Maschinen wurden mit zwei zusätzlichen Unterflügelstationen ausgerüstet. 80 FJ-3 wurden zusätzlich für den Einsatz der Luft-Luft-Lenkwaffe AIM-9 Sidewinder ausgerüstet und in FJ-3M (MF-1C) umgezeichnet. Einige FJ-3 wurden 1957–1960 als Lenkflugzeuge für Drohnen modifiziert: Die FJ-3D (DF-1C) für SSM-N-8A-Regulus-Flugkörper und die FJ-3D2 (DF-1D) für unbemannte Grumman F9F-6K.

### FJ-4

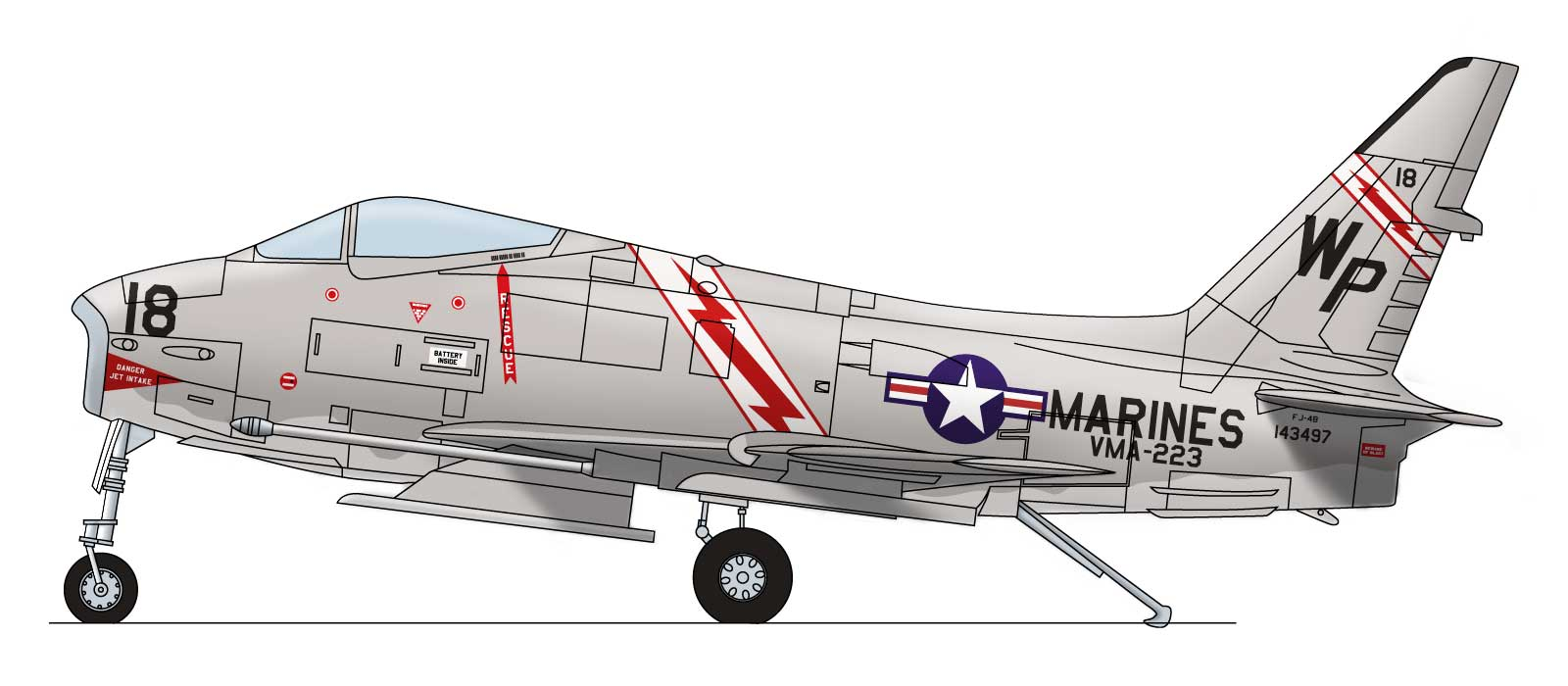
FJ-4B des U.S. Marine Corps, VMA-223, Stützpunkt MCAS Cherry Point, 1957–1961

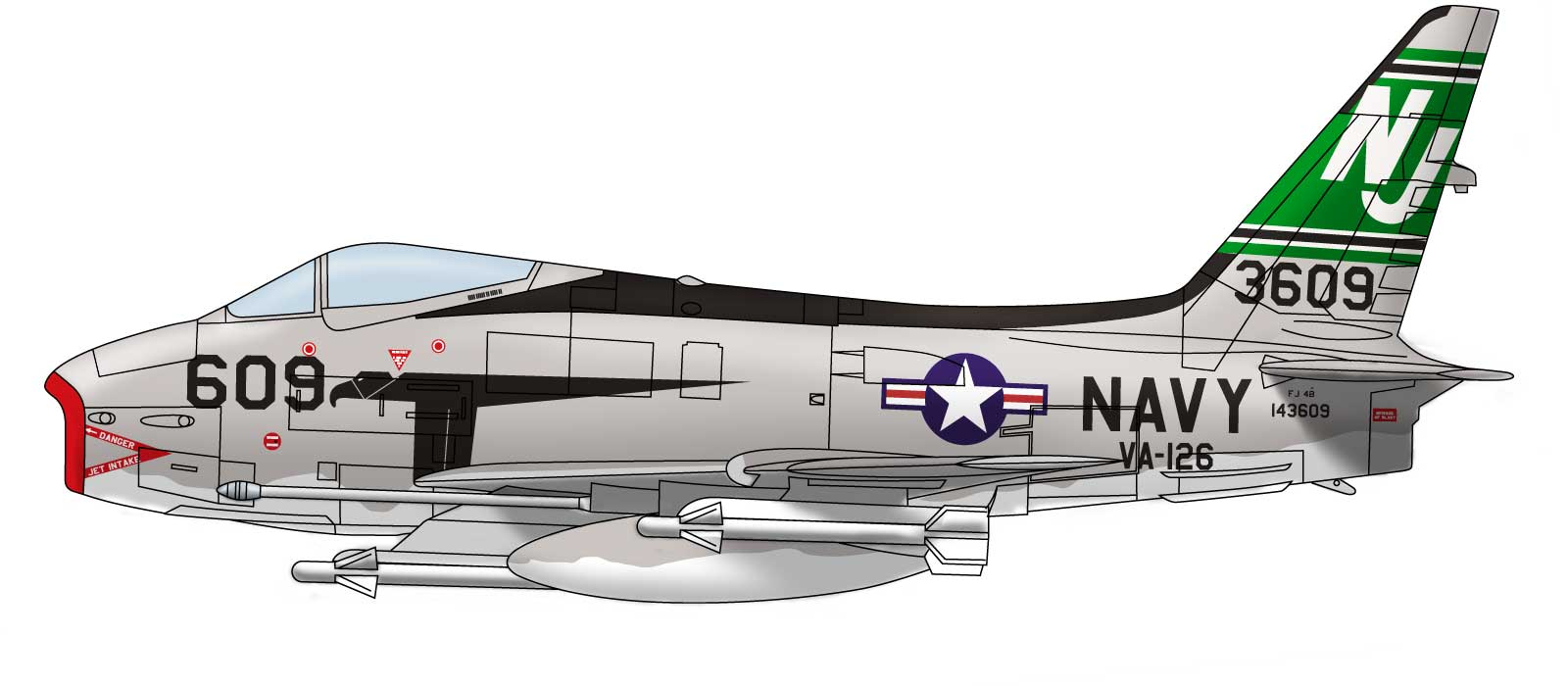
FJ-4B der U.S. Navy, Trainingsstaffel VA-126 für die FJ-4B auf der NAS Miramar bis 1962

Die letzte – und seitens der meisten Piloten auch als die beste bezeichnete – Version der „FJ“-Serie war wohl die FJ-4 (F-1E). Sie begann ihre Karriere im Juni 1953 als Prototyp NA-208. Die US Navy hatte zuvor eine Geschwindigkeit von Mach 0,95 sowie eine (voll beladene) Steighöhe von fast 15.000 m verlangt – Werte, die seinerzeit ohne die Verwendung eines Nachbrenners eigentlich nicht erreichbar waren. Ab Oktober 1953 bestellte die US Navy 152 Maschinen, die letzte FJ-4 wurde im März 1957 ausgeliefert.
Der (auch optische) Hauptunterschied zur FJ-3 war eine um 50 % höhere interne Treibstoffaufnahme. Diese wurde erreicht durch einen zusätzlichen Tank unterhalb des Wright J65-W-16A sowie einen „aufgesetzten“ Tank zwischen Pilotenkanzel und Seitenleitwerk, die das Flugzeug insgesamt „dickbauchiger“ erscheinen ließ. Zum aerodynamischen Ausgleich wurden die Tragflächen dünner und kürzer angelegt, besaßen hierbei jedoch eine größere Fläche. Ferner wurden die Oberflächen der Flügel, die Vorflügel sowie die Landeklappen völlig neu konzipiert. Seiten- und Höhenleitwerk bekamen ebenfalls eine neue Form. Hinzu kam ein fest montierter Luftbetankungsstutzen unter der linken Tragfläche. An jeder der vier Unterflügelstationen konnte eine Luft-Luft-Lenkwaffe AIM-9 Sidewinder mitgeführt werden. Mit diesen Veränderungen startete die erste FJ-4 zum ersten Mal am 28. Oktober 1954.
Die Auslieferung der NA-209 begann im Februar 1955, allerdings wurden sämtliche FJ-4 an das U.S. Marine Corps ausgeliefert, als erste Staffel erhielt diese VMF-451.

### FJ-4B
Die FJ-4B flog erstmals am 4. Dezember 1956 und war eigentlich „nur“ die Bodenangriffsvariante der FJ-4, sie wurde jedoch in weit höheren Stückzahlen gebaut. Verfolgt man die Entwicklung der beiden „Stämme“, enthielt sie viele Bauteile der F-86H Sabre. Die FJ-4B verfügte über sechs Unterflügelstationen, die insgesamt über 2700 kg an Außenlasten tragen konnten, darunter Zusatztanks, Raketen und/oder Bomben, darunter (optional) auch eine mit Nuklearsprengkopf. Als erste Fury konnte die FJ-4B bis zu fünf Luft-Boden-Lenkwaffen AGM-12 Bullpup mitführen.
Nach weiteren Modifikationen und Veränderungen wurde das nunmehr NA-244 benannte Modell zwischen Juli 1957 und Mai 1958 ausgeliefert, insgesamt wurden 222 Flugzeuge dieses Typs produziert. Zwei FJ-4B wurden 1958 zu Testzwecken mit einem zusätzlichen Raketenmotor AR-1 ausgerüstet.
Ihren ersten Einsatz hatte die FJ-4B 1958 an Bord der Hornet mit der Angriffsstaffel VA-214, ihr letzter Einsatz fand 1962 an Bord der USS Hancock mit der Staffel VA-216 statt. Insgesamt flogen neun Staffeln der Navy und drei der Marines die FJ-4B. Danach wurden sämtliche Maschinen Reserveeinheiten der US Navy sowie des US Marine Corps zugewiesen. Nachdem das US-Verteidigungsministerium eine einheitliche Bezeichnung der Flugzeugbestände beschlossen hatte, wurden ab dem 1. Oktober 1962 der Typ FJ-4 in F-1E und der Typ FJ-4B in AF-1E umbenannt. Letztere versah ihren Dienst noch bis Mitte der 1960er-Jahre.

## Produktion
Abnahme der North American Fury durch die US Navy:
| Version | 1947 | 1948 | 1949 | 1950 | 1951 | 1952 | 1953 | 1954 | 1955 | 1956 | 1957 | 1957/58 | SUMME |
| ------- | ---- | ---- | ---- | ---- | ---- | ---- | ---- | ---- | ---- | ---- | ---- | ------- | ----- |
| XAJ-1   | 3    |      |      |      |      |      |      |      |      |      |      |         | 3     |
| FJ-1    | 8    | 22   |      |      |      |      |      |      |      |      |      |         | 30    |
| FJ-2    |      |      |      |      |      | 1    | 24   | 175  |      |      |      |         | 200   |
| FJ-3    |      |      |      |      |      |      | 1    | 103  | 279  | 125  |      |         | 508   |
| FJ-3M   |      |      |      |      |      |      |      |      |      | 30   |      |         | 30    |
| FJ-4    |      |      |      |      |      |      |      | 2    | 17   | 113  | 120  |         | 152   |
| FJ-4B   |      |      |      |      |      |      |      |      |      | 1    |      | 221     | 222   |
| SUMME   | 11   | 22   | 0    | 0    | 0    | 1    | 25   | 280  | 296  | 269  | 20   | 221     | 1145  |

## Technische Daten
| Kenngröße             | FJ-1                                           | FJ-3                      | FJ-4                      | FJ-4B                     |
| --------------------- | ---------------------------------------------- | ------------------------- | ------------------------- | ------------------------- |
| Besatzung             | 1                                              | 1                         | 1                         | 1                         |
| Länge                 | 10,5 m                                         | 11,5 m                    | 11,5 m                    | 11,1 m                    |
| Spannweite            | 9,8 m                                          | 11,3 m                    | 11,9 m                    | 11,9 m                    |
| Höhe                  | 4,5 m                                          | 4,2 m                     | 4,2 m                     | 4,2 m                     |
| Flügelfläche          | 20,5 m²                                        | k. A.                     | k. A.                     | k. A.                     |
| Flügelstreckung       | 4,7                                            |                           |                           |                           |
| Leermasse             | 4.011 kg                                       | 5.536 kg                  | 5.992 kg                  | 6.250 kg                  |
| max. Startmasse       | 7.076 kg                                       | 9.536 kg                  | 10.750 g                  | 12.700 kg                 |
| Höchstgeschwindigkeit | 880 km/h                                       | 1.094 km/h                | 1.094 km/h                | 1.094 km/h                |
| Dienstgipfelhöhe      | 9.754 m                                        | 10.668 m                  | 14.300 m                  | 14.300 m                  |
| max. Reichweite       | 2.414 km                                       | 2.870 km                  | 3.250 km                  | 3.250 km                  |
| Antrieb               | Allison J35-A-2                                | Wright J65-W-4B           | Wright J65-W-16A          | Wright J65-W-16A          |
| Schub                 | 18 kN                                          | 35 kN                     | 35 kN                     | 35 kN                     |
| Bordbewaffnung        | 6 × 12,7-mm- Maschinengewehr mit je 250 Schuss | 4 × 20-mm-Maschinenkanone | 4 × 20-mm-Maschinenkanone | 4 × 20-mm-Maschinenkanone |